# Helmut Lachenmann
Helmut Friedrich Lachenmann, född 27 november 1935 infoga Stuttgart, Tyskland är en tysk tonsättare. 

## Biografi
Lachenmann föddes i Stuttgart, där han 1955–1960 studerade piano för Jürgen Uhde samt komposition och musikteori för Johann Nepomuk David vid Stuttgarter Musikhochschule. Åren 1958–1960 studerade han i Venedig som Luigi Nonos första privatelev. Från denne övertog han uppfattningen att ambitionen med musik bör vara att den skall bära ett budskap av social relevans. Lachenmann arbetade 1965 en kort tid vid den elektroniska musikstudion vid Gentuniversitetet, men har sedan arbetat nästan uteslutande med ren instrumental musik.
Lachenmanns musik har ofta, med en term som han själv gett upphov till, benämnts musique concrète instrumentale, en stil som utgår från instrumentets egenskaper som konkret ljud. Enligt tonsättaren är det musik "där ljudhändelser är utvalda och organiserade på så sätt att de är genererade till minst lika viktiga klingande akustiska kvaliteter. Konsekvensen blir att dessa kvaliteter, såsom klangfärg, volym, etcetera, inte producerar ljud för sakens skull, utan beskriver eller betonar den konkreta situationen: lyssnandet; du lyssnar på tillstånden under vilka en ljud- eller brusaktion är utförda, du hör inblandade material och energier och vilket motstånd de möter". Hans musik är därför primärt härledd från enkla ljud, vilka genom processer av förstärkningar tjänar som utgångspunkter för utsträckta verk. Hans partitur ställer stora krav på musikerna på grund av överflödet av tekniker som han har uppfunnit för träblås, brass och stråkinstrument.
Hans musik har ofta beskrivits i termer som musica negativa eller Verweigerungsmusik (förvägrande musik). Lachenmann själv betonar de nya aspekterna i ljudtexturer och menar att allt har en negativ sida. I sina verk strävar han efter att inbjuda lyssnarna till icke kartlagda ljuddomäner, fria från den vanliga, typiska konsertmusiken. I processen hoppas han att lyssnarna hittar en frigörelse. På det sättet skulle hans musik anses som existentiell.
Bland Lachenmanns viktigaste verk finns musikteaterverket (en självbeskrivande musik med bilder) Das Mädchen mit den Schwefelhölzern (1990-96, efter Hans Christian Andersen, Leonardo da Vinci och Gudrun Ensslin), de orkestrala verken Schwankungen am Rand (1974-75, för åtta brassinstrument, två elektriska gitarrer, två pianon, fyra åskplåtar, och 34 ståkar), Accanto (1975-76, för klarinett, stor orkester och tonband) och NUN (1997-99, för flöjt, trombon, manskör och stor orkeser), ensembleverk som Mouvement (- vor der Erstarrung) (1982-84, för tre ad hoc musiker och 14 musiker) och "...zwei Gefühle...", Musik mit Leonardo (1992, utdrag ur operan Das Mädchen mit den Schwefelhölzern, efter Leonardo da Vinci, för två talare och 22 musiker) och tre stråkkvartetter (Gran Torso, 1971, reviderad 1976, 1988; Reigen seliger Geister, 1989; Grido, 2001), såväl som andra orkestrala verk, ensemblemusik, kammarmusik och sex pianostycken.
Han har regelbundet föreläst i Darmstadt sedan 1978. Åren 1981–1999 var han professor i komposition vid Stuttgarter Musikhochschule. Han är också känd för sina många artiklar, uppsatser och föreläsningar, till exempel Musik als existentielle Erfahrung (Musik som existentiell erfarenhet) (Breitkopf & Härtel, Wiesbaden, 1996).